# Bregenzer Richtungshören
Das Bregenzer Richtungshören ist eine spezielle Methode der Beschallungstechnik, die bei den Open-Air-Veranstaltungen der Bregenzer Festspiele eingesetzt wird. Damit wird erreicht, dass die auf der weltweit größten Seebühne agierenden Darsteller vom Publikum akustisch und optisch übereinstimmend lokalisiert werden.

## Methode
Basierend auf dem Präzedenz-Effekt (Haas-Effekt oder Gesetz der ersten Wellenfront), der dem menschlichen Ohr die Richtung des Tones vorgibt, wurde das Bregenzer Richtungshören entwickelt. Diese erste Schallwelle ist im Idealfall der Originalton des Interpreten, oder alternativ die Schallwelle der Richtungslautsprecher, die die Positionierung des Sängers berücksichtigen und dessen Standort akustisch verdeutlichen. Werden zu diesen Lautsprechern nun quer über die ganze Bühne verteilte Lautsprecher zeitverzögert (ca. 10 bis 100 Millisekunden) und mit entsprechend abstrahlendem Schallpegel dazugeschaltet, so sollte im gesamten Publikumsbereich der Eindruck entstehen, der Ton käme nur von dort, wo der Solist gerade steht.
Bewegen sich die Interpreten, so veranlasst ein Tontechniker, dass der Ton mit den Sängern mitwandert, indem dieselben oder andere Lautsprecher mit neuen Zeitverzögerungszeiten angespielt werden. Jeder einzelne Lautsprecher kann dabei relativ leise angesteuert werden. Durch die Summation aller Lautsprecher erreicht man dennoch die gewünschte Gesamtlautstärke.